# Ibrahim Boubacar Keïta
Ibrahim Boubacar Keïta (Koutiala, 29 januari 1945 – Bamako, 16 januari 2022) was een Malinees politicus. Van 1994 tot 2000 was hij premier van Mali en tussen 2013 en 2020 president. In 2001 richtte hij zijn eigen politieke partij, Rassemblement pour le Mali, op.

## Biografie

### Opleiding en loopbaan
Geboren in het zuiden van wat destijds nog Frans-Soedan heette studeerde Keïta in Parijs, Bamako en Dakar, waar hij universiteitsdiploma's in geschiedenis, politieke wetenschappen en internationale betrekkingen behaalde. Vervolgens was hij onderzoeker bij het CNRS en gaf hij lessen derde wereldpolitiek aan de Universiteit van Parijs. Terug in zijn thuisland werd hij consultant voor het Europees Ontwikkelingsfonds en hoofd van de Franse afdeling van de kinderhulporganisatie Terre des Hommes.

### Politieke carrière

#### Alliantie voor Democratie in Mali
In 1991 werd de partij ADEMA-PASJ opgericht waarbij Keïta werd benoemd tot secretaris voor internationale relaties. Toen voorzitter Alpha Oumar Konaré in 1992 tot president werd verkozen werd hij diens diplomatiek adviseur en woordvoerder. In november 1992 benoemde Konaré hem tot ambassadeur in Ivoorkust, Gabon, Burkina Faso en Niger.
Een jaar later werd hij benoemd tot minister van buitenlandse zaken, Malinezen in het buitenland en Afrikaanse integratie. In september 1994 werd hij op een partijcongres tot partijvoorzitter verkozen. Op 4 februari 1994 benoemde Konaré hem tot premier, en die functie behield hij tot 15 februari 2000.

#### Bijeenkomst voor Mali
In 2000 leidde onenigheid tussen Keïta en zijn partij ertoe dat hij in februari aftrad als premier en in oktober als partijvoorzitter. In juni 2001 richtte hij de nieuwe partij Bijeenkomst voor Mali op waarvan hij voorzitter werd. Hij was kandidaat bij de presidentsverkiezingen in 2002 maar werd ondanks de steun van vele moslimleiders in het land derde met 21% van de stemmen. Hij klaagde de frauduleus verlopen stembusgang aan en werd daarin gevolgd door het grondwettelijk hof, dat de tweede ronde evenwel liet doorgaan met de twee kandidaten die de meeste stemmen behaalden. Keïta steunde daarvan Amadou Toumani Touré die uiteindelijk president werd.

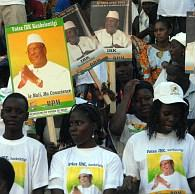
Aanhangers van Keïta bij de presidentsverkiezingen in 2007.

Nog in 2002 werd Keïta wel verkozen in het parlement. In september 2002 werd hij door het parlement met een ruime meerderheid tot voorzitter verkozen. Op internationaal vlak werd hij in oktober 2002 verkozen tot voorzitter van het uitvoerend comité van de Afrikaanse Parlementaire Unie. In 2007 was Keïta opnieuw presidentskandidaat, maar Touré werd bij die verkiezingen met een ruime meerderheid herkozen. Keïta behaalde 19% van de stemmen. Hij sprak weer van fraude, maar het grondwettelijk hof bevestigde de uitslag. Wel werd hij herkozen in het parlement, maar was geen kandidaat meer voor het voorzitterschap ervan.
Na de burgeroorlog in Mali en de staatsgreep waarbij Touré werd afgezet in 2012, werd Dioncounda Traoré tot interim-president benoemd. In de zomer van 2013 werden presidentsverkiezingen gehouden die door Keïta in de tweede ronde op 11 augustus gewonnen werden met 78% van de stemmen. Op 4 september 2013 ging zijn eerste ambtstermijn in. In augustus 2018 won hij een tweede ambtstermijn met 67% van de stemmen.

#### Staatsgreep tegen Keïta
Vanaf 5 juni 2020 vonden grootschalige protesten plaats in Mali, waarbij president Keïta door demonstranten werd opgeroepen om af te treden. De demonstranten waren ontevreden over de onrust in het land, de vermeende corruptie bij de overheid en de economische malaise. Tijdens de protesten vielen vele gewonden en meerdere doden. Op 18 augustus 2020 werd door Malinese strijdkrachten een militaire basis in de stad Kati bestormd, waar geweerschoten werden uitgewisseld en hoge officieren werden gearresteerd. Tanks en gepantserde voertuigen rukten vervolgens op naar de hoofdstad Bamako, waar leden van de regering gevangen werden genomen. Hieronder waren ook president Keïta en premier Boubou Cissé. Keïta trad hierop af en ontbond de regering, waarna de macht voorlopig in handen kwam van de militaire leider Assimi Goïta. Eind september 2020 werd Bah N'Daw aangewezen als waarnemend president voor een overgangsperiode van achttien maanden.
Keïta overleed thuis op 76-jarige leeftijd.
- Bibliothèque nationale de France: cb16728507b (data)
- Gemeinsame Normdatei: 173230989
- International Standard Name Identifier: 0000 0004 2655 9515
- Library of Congress Control Number: no2014013374
- Nederlandse Thesaurus van Auteursnamen: 372537928
- Istituto Centrale per il Catalogo Unico: LIGV035559
- Système universitaire de documentation: 175667586
- Virtual International Authority File: 306346918
- WorldCat: E39PBJp6bbYFBPfWWjyRXwbDbd